# 비렘수면
비렘수면(Non-REM, NREM, 非-), 또는 렘수면 잠재기(Rem latency)는 렘수면 이전의 수면상태를 말한다. 수면 잠재기(SOL, sleep onset latency)를 포함하며 전체적으로 1 ~ 3단계(1단계, 2단계, 서파수면단계) 또는 1 ~ 4단계(1,2,3,4단계)로 구분한다. 각 단계에서 볼 수있는 뚜렷한 뇌파 및 기타 특성이 있다. REM 수면과 달리 일반적으로이 단계에서는 눈의 움직임이 거의 또는 전혀 없다. 비렘수면(NREM)중에는 꿈을 거의 꾸지 않으며, 렘수면에서처럼 근육의 움직임이 억제되지 않는다. 수면 단계를 제대로 거치지 않는 사람들은 NREM 수면에 갇히게되며 근육이 억제되지 않기 때문에 몽유병이 생길 수 있다. 연구에 따르면 NREM 수면 중에 일어나는 정신 활동은 의식적 생각과 비슷하다고 생각되는 반면 REM 수면에는 환각과 기괴한 내용이 포함된다.
NREM 및 REM 수면에서 발생하는 정신 활동은 두 개의 서로 다른 발생기전을 가진다. 또한 NREM 동안 부교감신경이 우세하다고 알려져있다. 서파수면을 포함하는 비렘수면(Non-REM) 수면 기간 동안 사람의 사고 방식은 더 조직화된다.  REM과 NREM 활동 사이에 보고된 차이는 두 가지 유형의 수면 중에 발생하는 기억 단계의 차이로 인해 발생하는 것으로 생각된다.  여러 실험을 통해 급성 및 만성 조현병 환자(일반적으로 비정상적인 안구 운동 수면을 경험하는 사람)의 약 40 ~ 50%에서 낮은 수준의 불안정한 3단계 수면(서파수면)이 관찰되는 것으로 밝혀졌다.

## 서파수면
서파수면(徐波睡眠, SWS, slow wave sleep)은  수면 기간 중 뇌전도에 서파(slow wave)가 기록되는 기간의 수면 형식. 보통 수면이 점점 깊어질 때 뇌파의 주파수는 감소하며 진폭은 커지는데 이때 생체에서 뇌의 활동 수준 저하, 근육 긴장 저하, 심박수나 호흡수의 감소, 혈압 저하, 대사 저하 등이 관찰된다.

## 각성과 수면
수면(hypnogram)과 잠깐 깨어남(brief awakening)
| |
| 12시(midnight)부터 6시30분전후 : 각성(awakening), REM수면과 비렘스면(1단계수면,2단계수면,3단계수면,4단계수면) |

각성상태에서 급속히 수면1단계로 접어드는 수면 잠재기(SOL)는 수면 전체를 놓고보았을 때 매우 중요한 단계이다. 왜냐하면 렘REM)수면을 주기로 수면 잠재기를 기준했을 때 서파수면이 가장 깊이 있고 광범위하게 나타나며 이후 서서히 그 깊이와 양이 줄어들다가 서파수면은 사라지고 대신 렘수면이 우세해진다. 이러한 수면잠재기에서 서파수면으로 이행하는 전반부의 안정성이 노화, 치매, 우울증, 정서장애 등에 의해 문제가 생기는 사례를 다루어야할 필요성을 제기하는 연구가 늘고 있다.

## 같이 보기
- 각성
- 식물인간